# Danser med Drenge (album)
Danser med Drenge var også titlen på Danser med Drenges debutalbum, som udsendtes på LP og CD i april 1993.
Albummet blev samtidig pladedebut for den 25-årige sangerinde Philippa Bulgin, som imidlertid døde i 1994, et år efter albummets release. De øvrige medlemmer af bandet ved udgivelsen var sangskriver og initiativtager Klaus Kjellerup (tidl. Tøsedrengene) og keybordmanden Jesper Mejlvang (tidl. One-Two). 
Den første single fra albummet, "Hvorlænge vil du ydmyge dig?", udkom i marts 1993, og blev pænt afspillet på DRs P3, måske takket være en nul-klip-video af sangen, som filmmanden Jan Weincke producerede.
Alle albummets sange er skrevet af Klaus Kjellerup med enkelte musik-bidrag fra Jesper Mejlvang og Henrik Stanley Møller, samt to tekster fra Kjellerups tidl. kollega i Tøsedrengene, Anne Dorte Michelsen.
Albummets cover, designet af Finn Bjerre, viser et gammelt sort/hvidt foto af et melankolsk balletdansende par, der er placeret ovenpå et bjerg af søm, som rækker helt ud i horisonten.
Albummet havde været længe undervejs - gruppen havde forsøgt at få en pladeaftale med materialet siden 1991, men ingen pladeselskaber var interesseret i at udgive "Hvorlænge vil du ydmyge dig?", fordi sangen var på dansk, hvilket ikke var trendy på det tidspunkt. Først i sommeren 1992 lykkedes det gruppen at indgå aftale med Pladecompagniet.
Så snart albummet udkom, trådte det ind på hitlisten, hvor det holdt sig året ud, og endte med at blive et af årets mest solgte album i 1993. Albummet gav DmD fire Grammy-nomineringer i 1994, det har opnået dobbeltplatin og nåede at sælge 270.000 eksemplarer, inden CD'en udgik. Efterfølgende har albummet opnået 4 x platin på streamingtjenesterne, mens albummets singler "Hvorlænge vil du ydmyge dig?" og "Aldrig undvære dig" opnåede henholdsvis platin og guld i 2020.

## Tracks
1. "Hvorlænge vil du ydmyge dig?" - (Kjellerup) [4:49]
2. "Kolde hjerter" – (Kjellerup) [4:42]
3. "Gør hvad du vil" - (Kjellerup, Michelsen) [4:32]
4. "Drømmen om at blive noget stort" - (Mejlvang, Kjellerup) [4:11]
5. "Aldrig undvære dig" - (Kjellerup) [5:05]
6. "Grib chancen" - (Kjellerup) [4:19]
7. "Jeg vil hellere gå i søen" - (Stanley, Kjellerup) [4:00]
8. "Du gik uden at se dig tilbage" - (Kjellerup, Michelsen) [4:51]
9. "Var det en fejl?" – (Kjellerup) [4:56]
10. "Vi skal nok få gjort en mand ud af dig (Sorø Akademi 1967)" – (Stanley, Kjellerup) [4:54]
11. "Alt for at beholde dig" – (Kjellerup) [3:44]

## Musikere (band)
- Philippa Bulgin (vokal)
- Klaus Kjellerup (guitar, akustisk guitar, synthbas, keyboards, kor)
- Jesper Mejlvang (flygel, keyboards, synth, kor)

## Gæster
- Hannibal Gustafsson (lead guitar 2, 4, 8, 9)
- Jonas Krag (guitar 1, 6, 7)
- Jon Bruland (bas 2, 3, 6, 9, 10)
- Jan Sivertsen (trommer 1, 3, 5, 6, 7, 9)
- Emil de Waal (trommer 2, 4, 10)
- Rune H. Olesen (percussion)
- Chief 1 (rap 7)
- Jan Glæsel (trompet 3)
- Niels Harrit (tenor- og baryton saxofon 3)
- Nils Landgren (trækbasun 3)
- Ann-Louise Mathiesen, Nina Forsberg, Iben Kellermann, Wencke Barfoed, Henrik Stanley Møller (kor)